# 聖克魯斯奇科山
8°53′39″S 77°42′30″W / 8.89429°S 77.7083°W
聖克魯斯奇科山（西班牙語：Santa Cruz Chico），是秘魯的山峰，位於該國北部安卡什大區，由瓦伊拉斯省的聖克魯斯區負責管轄，屬於布蘭卡山脈的一部分，海拔高度5,800米。